# U.S. Route 58
U.S Route 58 (också kallad U.S. Highway 58 eller med förkortningen  US 58) är en amerikansk landsväg i USA som sträcker sig i öst-västlig riktning. Vägen är 818 km lång och sträcker sig mellan Cumberland Gap, Tennesee och Virginia Beach, Virginia.  Vägen går endast 1 km i delstaten Tennessee, resten av vägen finns i Virginia.